# 延基
49°41′0″N 33°16′17″E / 49.68333°N 33.27139°E
延基（烏克蘭語：Єньки），是烏克蘭中部的村莊，隸屬波爾塔瓦州盧布尼區霍罗尔市镇。該村處於霍羅爾河右岸，分別距離薩多韋0.5公里、洛濟1.5公里和赫沃希夫卡4.5公里，2001年人口341。